# Sông Lục Nam
Sông Lục Nam (còn gọi là sông Lục, sông Minh Đức hay sông Chũ) là một phụ lưu của sông Thương, chảy qua hai tỉnh Lạng Sơn và Bắc Giang, Việt Nam.

## Dòng chảy
Sông bắt nguồn từ độ cao khoảng 700 m trên vùng núi Kham thuộc địa phận huyện Đình Lập (Lạng Sơn) theo hướng Tây Nam chảy qua các huyện Sơn Động, Lục Ngạn, Lục Nam (thuộc tỉnh Bắc Giang) và hội lưu với sông Thương tại nơi giáp ranh giữa Đức Giang, Trí Yên và Hưng Đạo. Sông Lục Nam có các phụ lưu là sông Bò, sông Lê Ngạc, sông Chỉ Tác, sông Đan Hội (bên tả ngạn) và sông Căn, sông Gốm, sông Cỏ Mạt (bên hữu ngạn) .
Tổng chiều dài của sông gần 200 km, đoạn trên địa phận Lạng Sơn dài 15 km, đoạn trên địa phận Bắc Giang dài khoảng 175 km. Tổng diện tích lưu vực của sông Lục Nam khá lớn, vào khoảng 3.070 km², độ cao bình quân lưu vực là 207 m, độ dốc bình quân lưu vực là 16,5%. Khoảng 45 km cuối hạ lưu (từ Chũ đến ngã ba Nhãn), sông rộng thuận tiện cho giao thông đường thủy.

## Sông Lục Ngạn
Sông Lục Ngạn 21°21′54″B 106°33′56″Đ / 21,365056°B 106,565624°Đ là tên đoạn sông Lục Nam chảy ở vùng đất huyện Lục Ngạn và phía tây huyện Sơn Động. Tên này được sử dụng trong nhiều văn liệu xưa nay viết về địa phương . Tên này cũng được đăng trong các bản đồ địa hình  và trong "Danh mục địa danh dân cư... tỉnh Bắc Giang" .

## Các cây cầu bắc qua sông Lục Nam
- Cầu Nam Dương hay Cầu Chũ, ở huyện Lục Ngạn
- Cầu Lục Nam ở huyện Lục Nam
- Cầu Cẩm Lý ở huyện Lục Nam